# Skumnas
Skumnas kallas vid kopparframställning efter den svensk-tyska metoden en koppar- och zinkhaltig skärsten eller trottsten, som samlar sig mellan den vanliga skärstenen och slaggen i sulu-ugnarna, då malmen är zinkhaltig och ej blivit nog rostad.
Eftersom skumnasen är mycket svår att tillgodogöra, blev den vid Åtvidabergs kopparverk under lång tid utkörd med slaggen på slaggvarpen, och det var genom tillgodogörande av denna, som bergmästaren Bengt Gustaf Bredberg på sin tid högst betydligt uppdrev Åtvidabergs tillverkning.